# Coelossia
Coelossia es un género de arañas araneomorfas de la familia Araneidae. Se encuentra en  África subsahariana.

## Lista de especies
Según The World Spider Catalog 12.0:
- Coelossia aciculata Simon, 1895
- Coelossia trituberculata Simon, 1903